# ريغي كامب
ريغي كامب (بالإنجليزية: Reggie Camp)‏ هو لاعب كرة قدم أمريكية أمريكي، ولد في 28 فبراير 1961 في سان فرانسيسكو في الولايات المتحدة.

## وصلات خارجية
- ريغي كامب على موقع مرجع كرة القدم المحترفة.كوم (الإنجليزية)